# Mucopolissacaridoses
Mucopolissacaridoses são síndromes causadas por doenças genéticas que causam ausência de enzimas responsáveis pela quebra de de mucopolissacarídeos. Segundo o dicionário Aurélio “enzimas são proteínas com propriedades catalíticas específicas”. Elas são responsáveis por induzir e aumentar a velocidade de reações químicas que possibilitam o metabolismo dos seres vivos. Mas o que poucos sabem são os problemas que a ausência delas pode trazer. As síndromes de Hurler, Hunter e Maroteaux-Lamy, por exemplo, fazem parte de um grupo de doenças genéticas raras causadas pela ausência ou insuficiência de enzimas responsáveis pela quebra dos mucopolissacarídeos, chamadas de Mucopolissacaridoses. Ao pé da letra “muco” refere-se à consciência gelatinosa das moléculas, “poli” significa muito e “sacarídeo” é um termo genérico para molécula de açúcar.
Uma das características comuns a essas síndromes – nomeadas conforme a enzima em deficiência – pode ser observada no formato das mãos dos pacientes, que ficam como ganchos “encurvados” para dentro e com dedos “grossos”. Também são freqüentes algumas alterações no rosto e retardo no crescimento. Assim como as pessoas com síndrome de Down têm uma aparência específica, as vítimas de MPS também têm, e quem conhece bem a doença a identifica pelo tipo físico.
A deficiência dessa enzima leva ao acúmulo dos glicosaminoglicanos no lisossomo, resultando em disfunções orgânicas multissistêmicas que se manifestam de formas diversas causando problemas como retardo no crescimento, perda auditiva, dificuldade respiratória; anormalidades na córnea, no fígado e no coração; danos neurológicos irreversíveis e deformidades ósseas que limitam progressivamente as articulações. Grande parte dos portadores de MPS tem expectativa de vida curta, falecendo ainda na infância.
Em 30 de maio de 2002, o FDA - US Food and Drug Administration  aprovou o uso dos medicamentos, Aldurazyme® para tratamento de MPS-I, em 1 de junho de 2005 o Naglazyme® para tratamento de MPS-VI.